# Englen (film fra 2009)
Englen er en norsk dramafilm fra 2009 instrueret af Margreth Olin. Filmen er baseret på en dokumentarfilm, som Olin filmede i slutningen af 1990'erne, men som aldrig blev udgivet. I filmen fulgte hun en kvindelig stofmisbruger i over flere år, men valgte at stoppe optagelserne, da personen gik ind i en sårbar proces mod at blive ædru.
Filmen fik premiere den 15. september 2009 ved Toronto Film Festival og udkom i Danmark året efter den 25. december 2010. Filmen blev i 2011 valgt som det norske bidrag til en Oscar for bedste fremmedsprogede film, men blev ikke nomineret.

## Handling
Der ånder fred, i det lille norske hus, hvor den livsglade pige, Lea (Maria Bonnevie), bor med sin mor og kræftsyge far. Der bliver dog sat en stopper for det glade liv, den dag faderen dør og moderen finder sammen med sin gamle kæreste Ole. Lea må nu vokse op mellem sin svage mor og psykopatiske stedfar, i en hverdag præget af frygt og ensomhed. Lea føder datteren Sonja, som hun vil give den omsorg og opmærksomhed hun ikke selv fik som barn. Desværre lider Lea under konsekvenserne af sin barndom og må indse at hun ikke magter det hun så gerne vil og hun bliver nødt til at træffe en umulig beslutning.

## Medvirkende (i udvalg)
- Lena Endre
- Maria Bonnevie som Lea
- Börje Ahlstedt som morfar
- Antti Reini som Ole
- Gunilla Röör som Madelaine
- Benjamin Helstad som Henrik